# Laamamra
Laamamra  (in arabo لعمامرة‎?) è un centro abitato e comune rurale del Marocco situato nella provincia di Safi, regione di Marrakech-Safi. Conta una popolazione di 12 717 abitanti (censimento 2014).